# Brené Brown
Brené Brown (San Antonio, Texas, 18 de noviembre de 1965) es una académica y escritora estadounidense, actualmente profesora e investigadora en la Universidad de Houston. Durante los últimos quince años se ha dedicado a estudiar temas diversos, incluyendo la vulnerabilidad, el coraje, la vergüenza, y la empatía. Es autora de tres Nº 1 del New York Times Best sellers: Los Dones de la Imperfección (2010), El poder de ser vulnerable (2012), y Más fuerte que nunca (2015). Ella y su trabajo han sido presentados en PBS, NPR, TED, y CNN.

## Infancia y educación
Nació en San Antonio, Texas y se formó en Nueva Orleans, Luisiana. Brown fue bautizada en la Iglesia Episcopal y más tarde conversa católica. Dejó la iglesia por dos décadas, y más tarde regresó a ella con su marido y niños. Completó un Bachelor de Trabajo Social (BSW) en la University of Texas en Austin en 1995, seguido por una maestría de Trabajo Social (MSW) en 1996 y un doctorado por la Universidad de Houston en 2002.

## Carrera
Brown empezó su carrera como profesora en la Universidad de Houston de Trabajo Social. Su foco de búsqueda son liderazgo auténtico e integridad en familias, escuelas, y organizaciones. Presentó en 2010 dos charlas TEDx y en 2012 una charla TED.
Es autora de  Creía que solo me pasaba a mí (pero no es así): la reivindicación de la autenticidad, el coraje y el poder frente al perfeccionismo, la inadecuación y la vergüenza (Penguin/Gotham, 2007), Los dones de la imperfección: Líbrate de quien crees que deberías ser y abraza a quien realmente eres(Hazelden, 2010), Osando Mucho: Cómo el Valor para Ser Vulnerable Transforma la Manera Vivimos, Amor, Padre, y Ventaja por Brené Brown (Gotham, 2012), y Aumentando Fuerte: El Considerando. El Ruido. La Revolución. (Spiegel & Grau, 2015). Sus artículos han aparecido en muchos diarios nacionales.
En marzo de 2013,  apareció en Super Alma domingo donde habla con Oprah Winfrey sobre su libro nuevo, Osando Mucho. El título del libro proviene “del discurso de ciudadanía de Theodore Roosevelt en una República”, el cual es también referido como "El Hombre en el discurso" de #Arena, dado en la Sorbona en París, Francia, el 23 de abril de 1910.
Es fundadora y CEO de COURAGEworks – una plataforma de aprendizaje en línea que clases de ofertas para individuos y familias en más valientes vivientes y amorosos, y Dirigentes Valientes Inc – una plataforma que trae su búsqueda más tardía encima desarrollo de liderazgo y cambio de cultura a equipos, dirigentes, entrepreneurs, fabricantes de cambio, y cambiadores de cultura. También es CEO de The Daring Way, una formación y programa de certificación para ayudar profesionales que quieren facilitar su trabajo encima vulnerabilidad, valor, vergüenza, y empatía.

## Obra
- Brown, B. (2017): Desafiando la tierra salvaje. La verdadera pertenencia y el valor de ser uno mismo.
- Brown, B. (2015): Haciéndose Fuerte: El Reconocimiento, El Retumbo, La Revolución.
- Brown, B. (2012): Osando Mucho: Cómo el Valor para Ser Vulnerable Transforma la Manera Vivimos, Amor, Padre, y Ventaja. Ciudad de Nueva York, NY: Gotham
- Brown, B. (2010): Los Regalos de Imperfección: Dejado Va de Quién Piensas que estás Supuesto para Ser y Abrazar Quién Eres. Ciudad de centro, MN: Hazelden.[14]
- Brown, B. (2009): Conexiones: Un 12-Sesión Psychoeducational Vergüenza-Resilience Currículum. Ciudad de centro, MN: Hazelden.[14]
- Brown, B. (2007): Creía que sólo me pasaba a mi (pero no es): Diciendo la Verdad Aproximadamente Perfeccionismo, Inadequacy, y Poder. Nueva York:Pingüino/Gotham.[18]
- Brown, B. (2007): Feminista Standpoint Teoría. En S.P.Robbins, P.Chatterjee & E.R.Canda (Eds.), teoría de comportamiento humana Contemporánea: Una perspectiva crítica para trabajo social (Rev. ed.). Boston: Allyn y Tocino.[18]
- Brown, B. (2007): Vergüenza Resilience Teoría. En S.P.Robbins, P.Chatterjee & E.R.Canda (Eds.), teoría de comportamiento humana Contemporánea: Una perspectiva crítica para trabajo social (Rev. ed.). Boston: Allyn y Tocino.[18]

## Charlas
- TEDxHouston 2010: "El Poder de Vulnerabilidad Archivado el 12 de julio de 2012 en Wayback Machine.", junio de 2010
- TEDxKC 2010: "El Precio de Invulnerability", agosto de 2010
- TED2012: "Escuchando a Vergüenza Archivado el 1 de marzo de 2014 en Wayback Machine.", Marcha 2012
- Hablante Archivado el 24 de julio de 2012 en Wayback Machine., El ARRIBA Experiencia, Unique Perspectivas de Personas Únicas (2009)
- "El Poder de la charla de Vulnerabilidad" — Brown en la Sociedad Real de Artes (2013)